# Zell LU
| LU ist das Kürzel für den Kanton Luzern in der Schweiz. Es wird verwendet, um Verwechslungen mit anderen Einträgen des Namens Zell zu vermeiden. |

Zell ist eine politische Gemeinde im Wahlkreis Willisau des Kantons Luzern in der Schweiz.

## Geographie
Die Gemeinde liegt etwa 6 km nordwestlich von Willisau im vorderen Tal der Luthern und ist ein regionales Zentrum. Zur Gemeinde gehören neben dem Dorf die beiden Ortsteile Briseck (582 m ü. M.; 1 km östlich des Dorfs) und Hüswil (613 m ü. M.; 1,7 km südwestlich von Zell-Dorf), wo der Warmisbach in den (Gondiswiler-) Rotbach einmündet. Abgesehen vom Lutherntal, das flach ist, liegt der Rest der Gemeinde im Hügelland. Im Nordosten der Gemeinde liegen die Weiler Hällerhof (702 m ü. M.; 2,4 km nordöstlich des Dorfs), Bründlen (693 m ü. M.; 1,1 km nordöstlich) und Hünkihof (720 m ü. M.; 1,4 km nordöstlich). Im Norden des Dorfs liegt der Guggihubel (724 m ü. M.), nordwestlich der Zällerwald. Der höchste Punkt der Gemeinde ist Salbrig (782 m ü. M.; 2 km südlich des Dorfs).
Vom Gemeindegebiet von fast 13,88 km² werden 65,5 % landwirtschaftlich genutzt. Wald und Gehölz bedecken 22,4 % der Fläche, und 11,4 % sind Siedlungsfläche (Stand 2015/16).
Zell grenzt an die Gemeinden Altishofen, Fischbach, Schötz, Ufhusen und Willisau.

## Bevölkerung
Die Bevölkerung wuchs bis Mitte des 19. Jahrhunderts stark an (1798–1850: + 63,1 %). In den 1850er-Jahren folgte eine Massenabwanderung (1850–1860: − 13,1 %), anschliessend eine Phase der Stagnation, die bis 1888 anhielt. Danach wuchs die Einwohnerzahl bis 1941 erneut stark (1888–1941: + 48,3 %). Nach dem Zweiten Weltkrieg gab es eine weitere Abwanderungswelle bis ins Jahr 1960 (1941–1960: − 7,6 %). Von 1970 bis 2000 wuchs die Einwohnerschaft wieder erheblich (+ 22,1 %). Seither wächst die Einwohnerzahl nur noch leicht (2000–2010: + 1,2 %).
Quelle: Bundesamt für Statistik; 1850 bis 2000 Volkszählungsergebnisse, 2010 ESPOP, seit 2011 STATPOP

### Sprachen
Die Bevölkerung benutzt als Umgangssprache eine hochalemannische Mundart. Bei der letzten Volkszählung im Jahr 2000 gaben 94,84 % Deutsch, 1,67 % Albanisch und 0,81 % Portugiesisch als Hauptsprache an.

### Religionen – Konfessionen
In früheren Zeiten war die gesamte Einwohnerschaft Mitglied der Römisch-Katholischen Kirche. Durch Kirchenaustritte und Zuwanderung aus anderen Regionen der Schweiz und dem Ausland hat sich dies geändert. Heute (Stand 2000) gibt es 77,72 % römisch-katholische und 15,65 % evangelisch-reformierte Christen. Daneben findet man 2,28 % Muslime und jeweils 0,61 % Konfessionslose und Angehörige anderer nichtchristlicher Religionen (meist Hindus tamilischer Herkunft). Bei den Muslimen handelt es sich beinahe ausschliesslich um Albaner aus dem Kosovo und Mazedonien.

### Herkunft – Nationalität
Ende 2023 zählte die Gemeinde 2162 Einwohner. Davon waren 1837 Schweizer Staatsangehörige und 325 (= 15,0 %) Menschen anderer Staatsangehörigkeit. Die grössten Zuwanderergruppen kommen aus dem Kosovo (64 Menschen), Deutschland (44), Eritrea (26), Portugal (22), Nordmazedonien (15) und Italien (14).

## Geschichte

Luftbild (1950)

Die Gegend wurde schon vor unserer Zeitrechnung besiedelt, wie der Fund einer Bronzeaxt belegt. Zudem wurde eine römische Goldmünze ausgegraben. In einem päpstlichen Sammelregister zur Erhebung der Kreuzzugssteuer wird Celle im Jahr 1275 erstmals erwähnt. Bis zum Jahr 1407 gehörte die Gemeinde zur Grafschaft Willisau, die ein Besitz der Habsburger war. Diese übergaben die Regentschaft den Herren von Büttikon. 1407 erwarb die Stadt Luzern die Grafschaft. Bis 1798 gehörte Zell dann zur Landvogtei Willisau. Von 1798 bis 1803 war der Ort dem Distrikt Willisau zugeteilt, der dann im neu geschaffenen Amt Willisau aufging.

## Politik

### Gemeinderat
Der Gemeinderat Zell besteht für die Wahlperiode 2024–2028 aus fünf Mitgliedern und ist wie folgt zusammengesetzt:
- Othmar Häfliger (Die Mitte): Gemeindepräsident
- Manuela Dubach (Die Mitte): Finanzvorsteherin
- Sandra Erni (FDP): Schulvorsteherin
- Urs Lustenberger (Die Mitte): Bauvorsteher
- Karin Meier (FDP): Sozialvorsteherin

### Kantonsratswahlen
Bei den Kantonsratswahlen 2023 des Kantons Luzern betrugen die Wähleranteile in Zell: Mitte (mit JMitte und Mitte60+) 37,43 %, SVP 25,94 %, FDP 24,18 %, SP 7,77 %, Grüne 3,53 % und glp 1,14 %.

### Nationalratswahlen
Bei den Schweizer Parlamentswahlen 2023 betrugen die Wähleranteile in Zell: SVP 35,8 %, Mitte 31,0 %, FDP 18,3 %, SP 6,9 %, Grüne 3,0 %, glp 1,3 %, übrige 3,6 %.

## Wirtschaft
Der grösste Arbeitgeber ist die Firma Bell, welche hier einen der grössten Geflügelschlachthöfe in der Schweiz betreibt.

## Verkehr

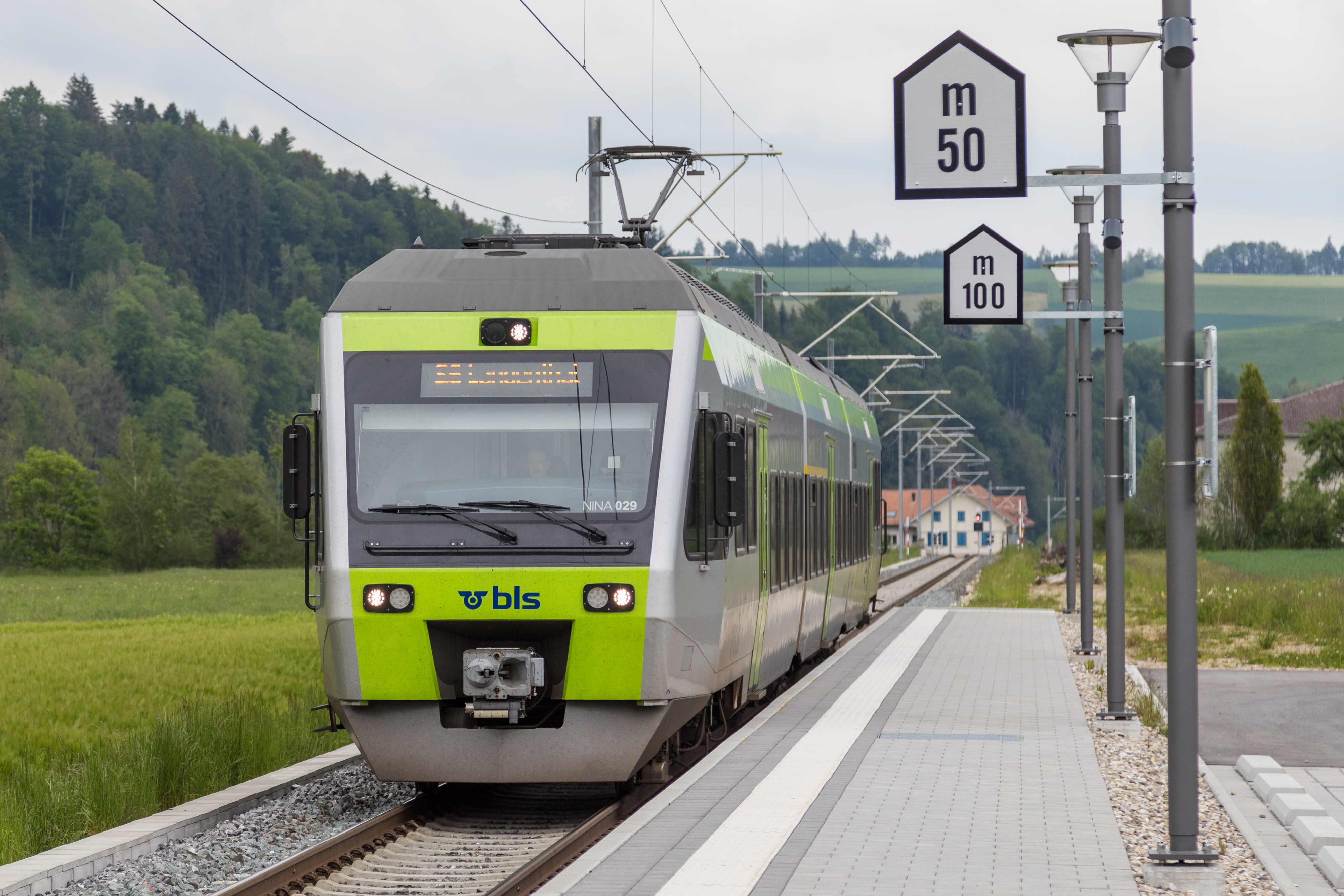
BLS Nina in Hüswil

Zell verfügt mit Zell und Hüswil über zwei Haltestellen an der Bahnlinie Luzern-Langenthal der S-Bahn Luzern, betrieben durch die BLS. Die Gemeinde ist ein lokaler Busknotenpunkt. Die Buslinien Zell-Altbüron-St. Urban, Hüswil-Ufhusen und Zell-Hüswil-Hofstatt-Luthern-Luthern Bad erschliessen das Umland mittels öffentlichem Verkehr. Zell liegt an den Strassen Willisau-Huttwil und Zell-St Urban. Die nächstliegenden Autobahnanschlüsse sind Dagmersellen in 12 km und Sursee in 16 km Entfernung. Beide liegen an der A2.

## Persönlichkeiten
- Anton Scherrer (* 1942), Manager
- Werner Meier (* 1943), in Zell geborener Zeichner, Maler, Druckgrafiker, Objektkünstler und Bildhauer

## Bilder

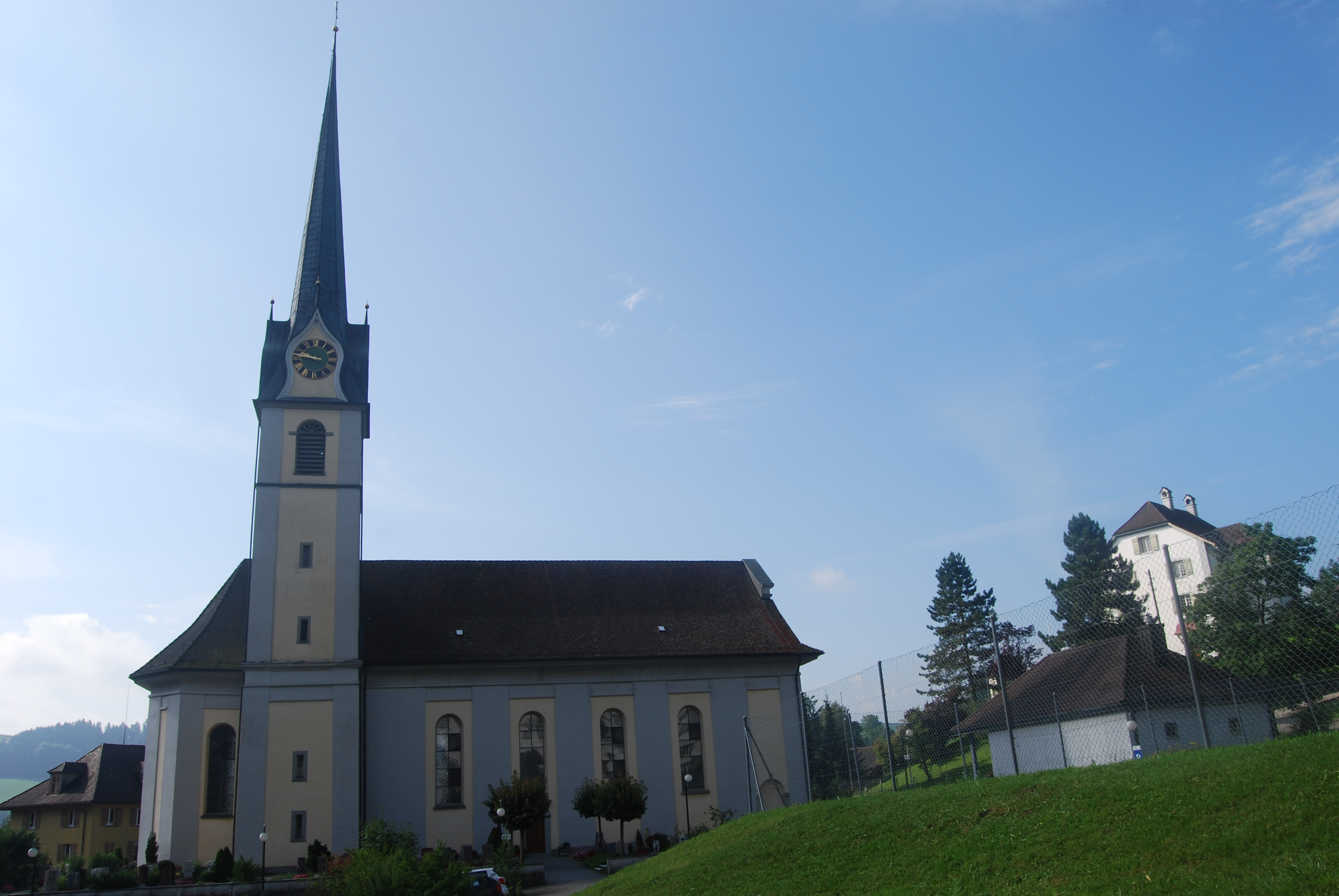
Kirche St. Martin
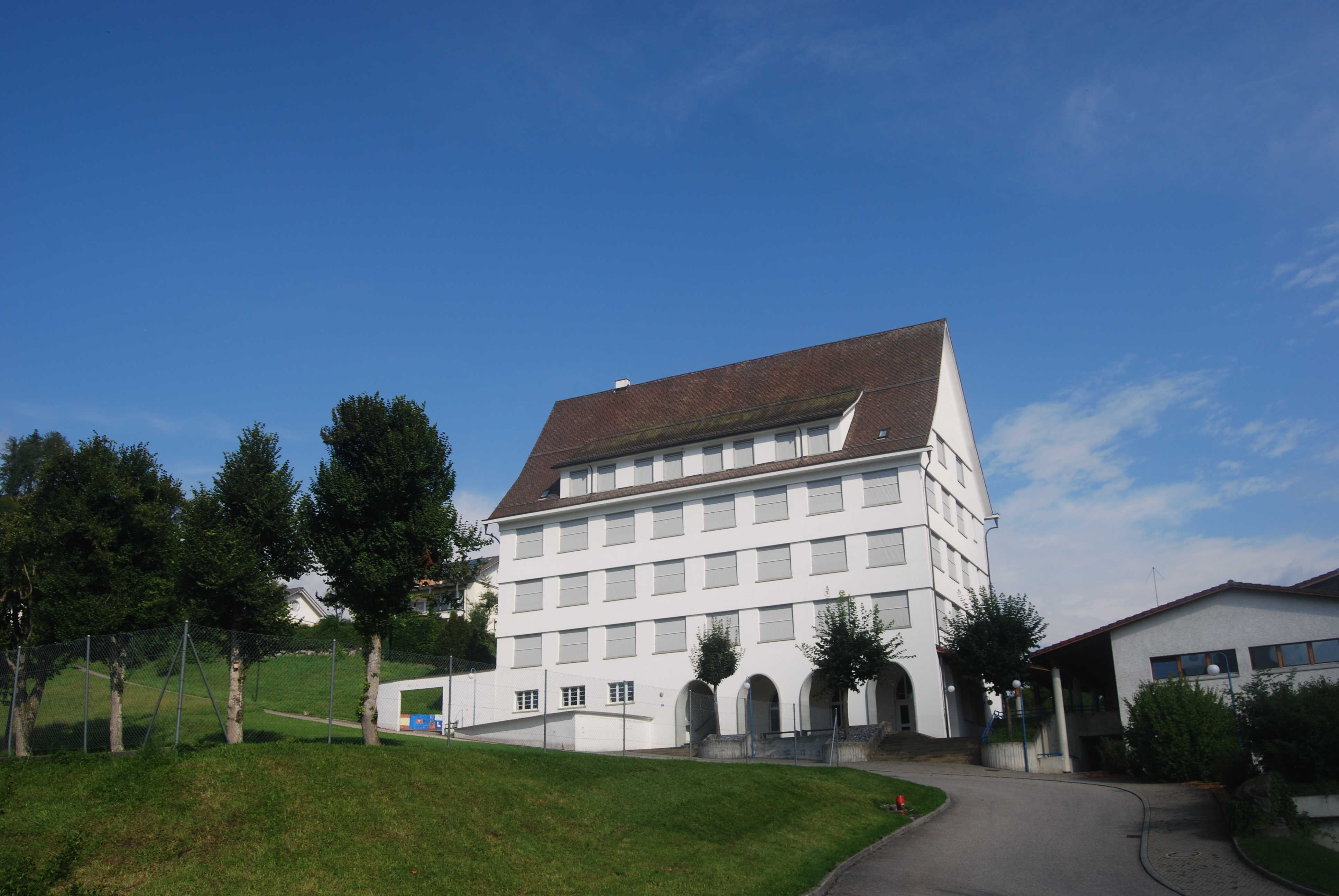
Primarschule
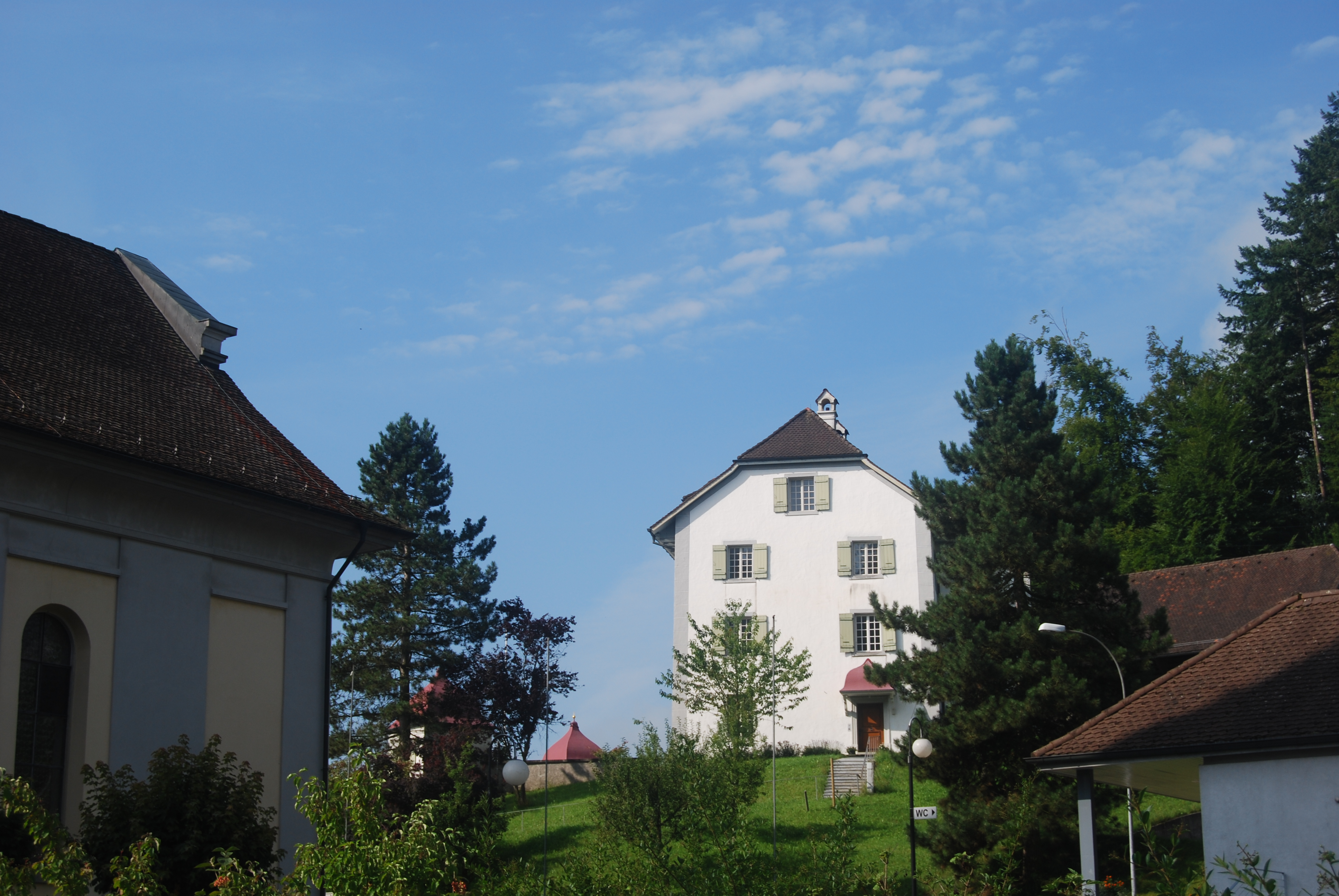
Pfarrhaus
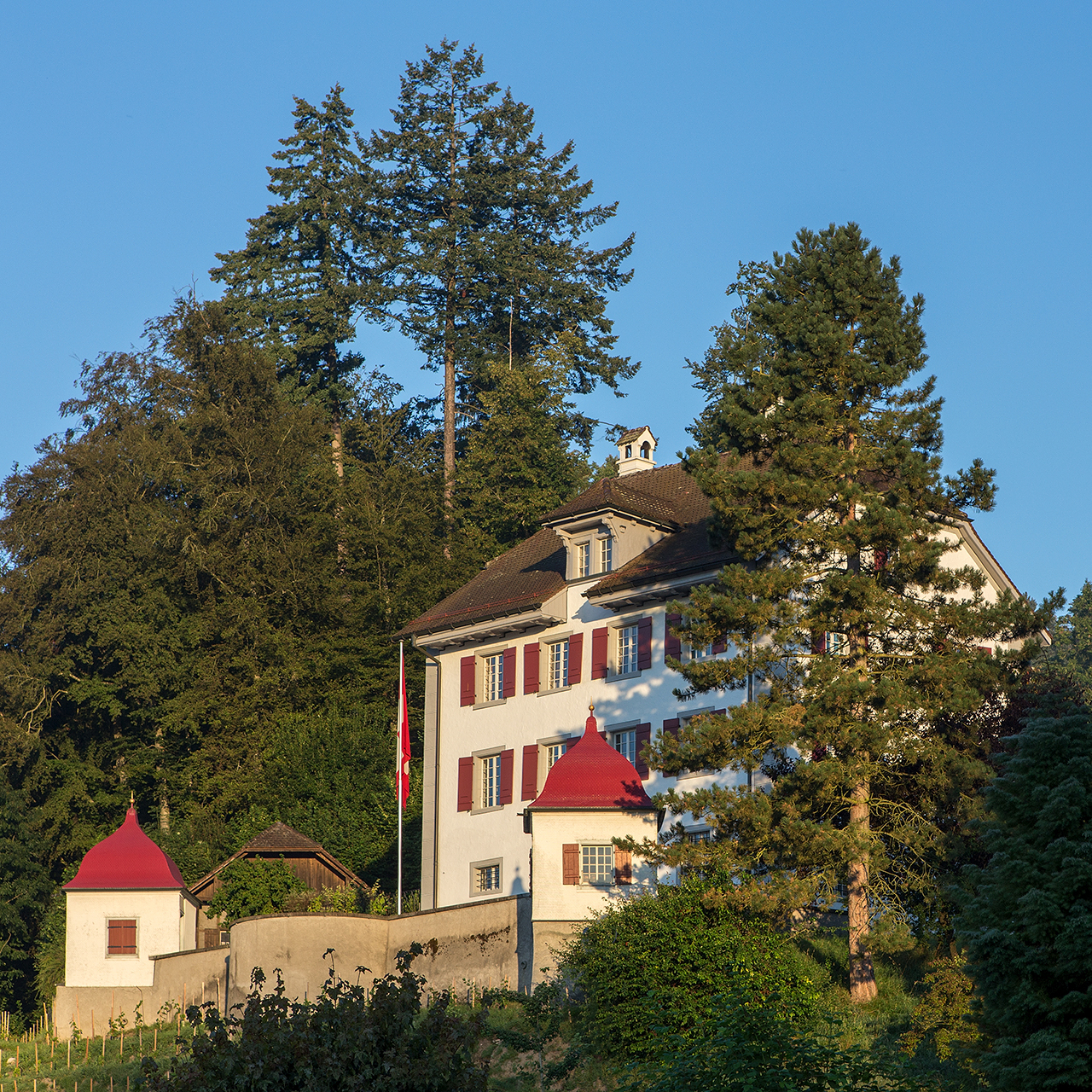
Pfarrhof
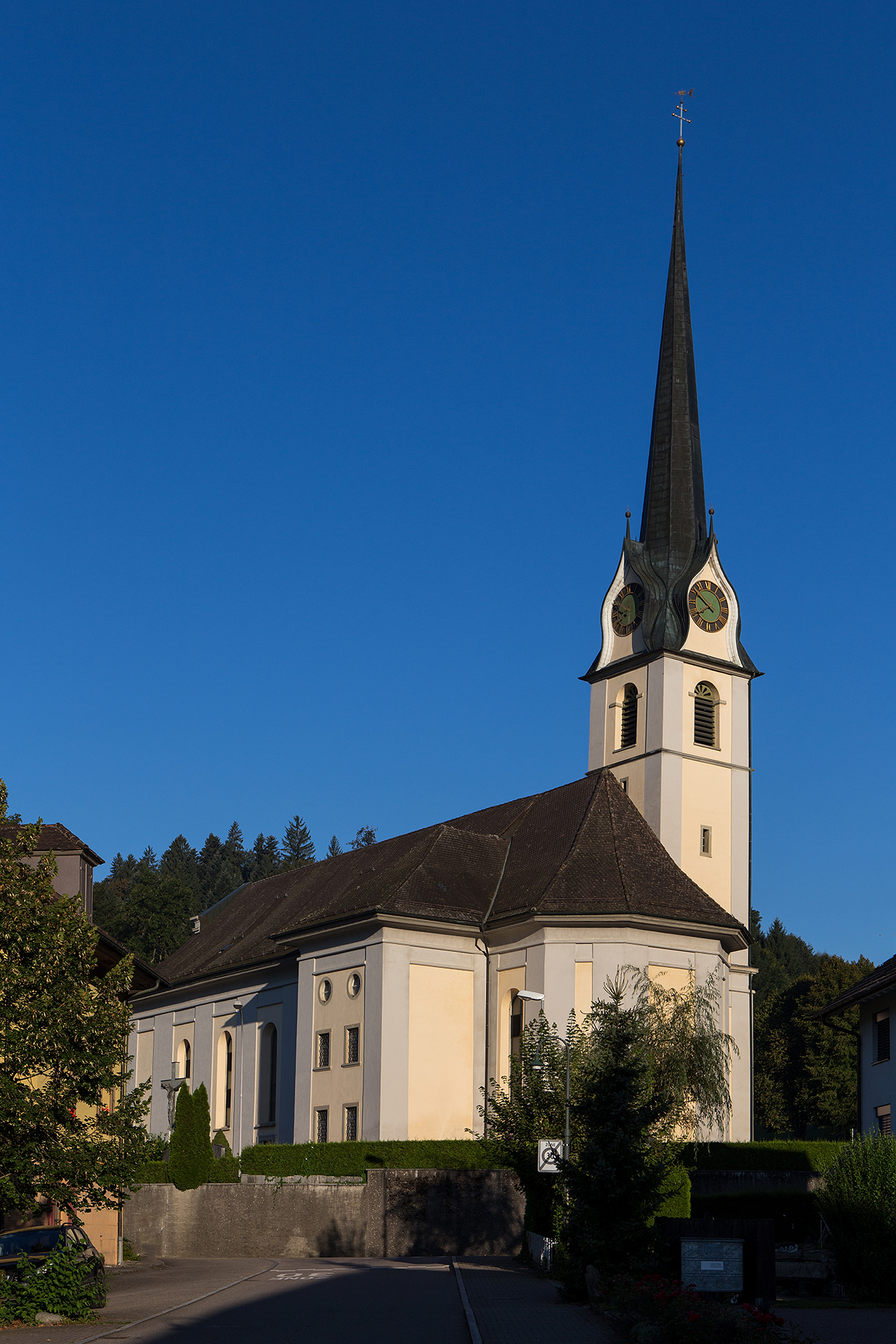
Pfarrkirche St. Martin
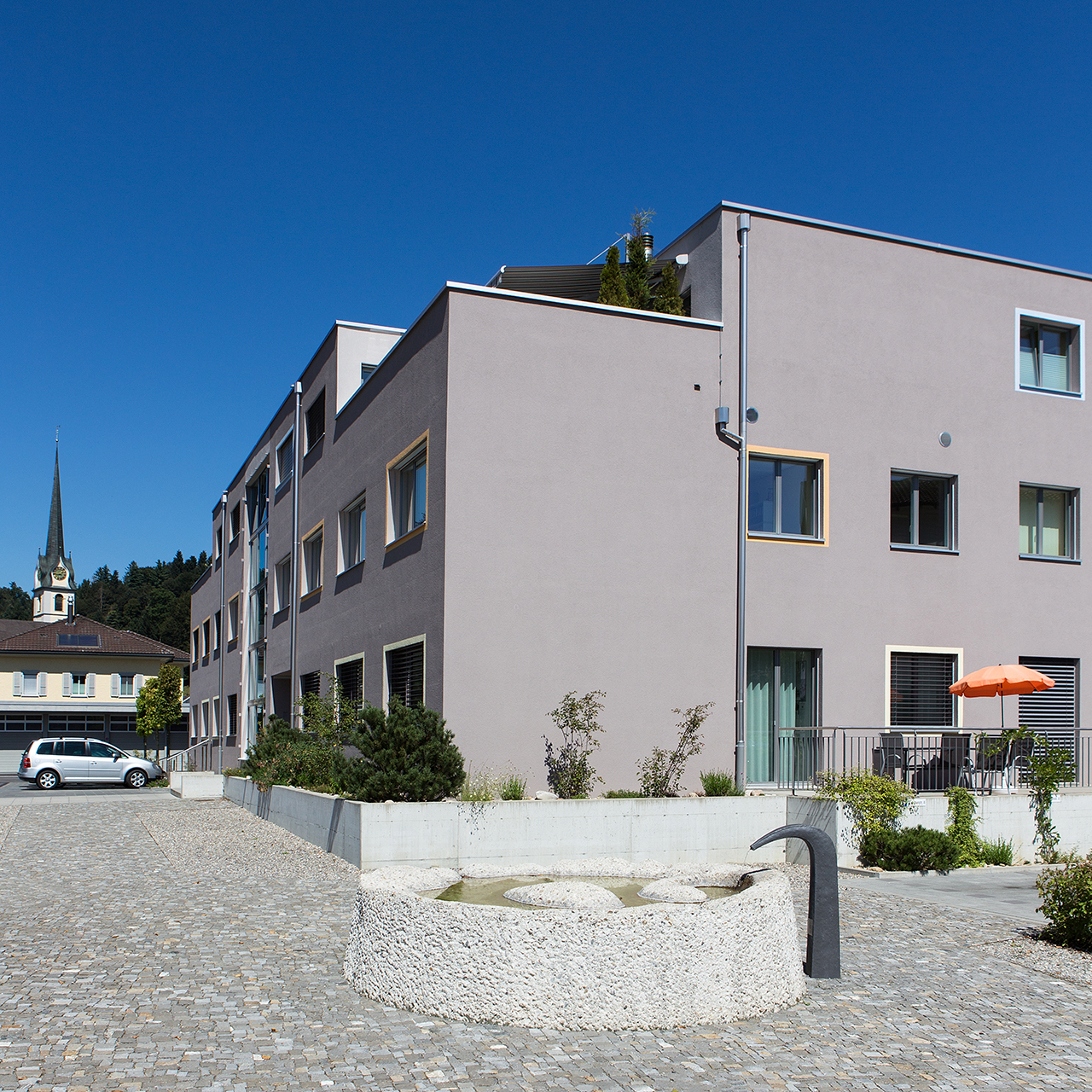
Gemeindeverwaltung
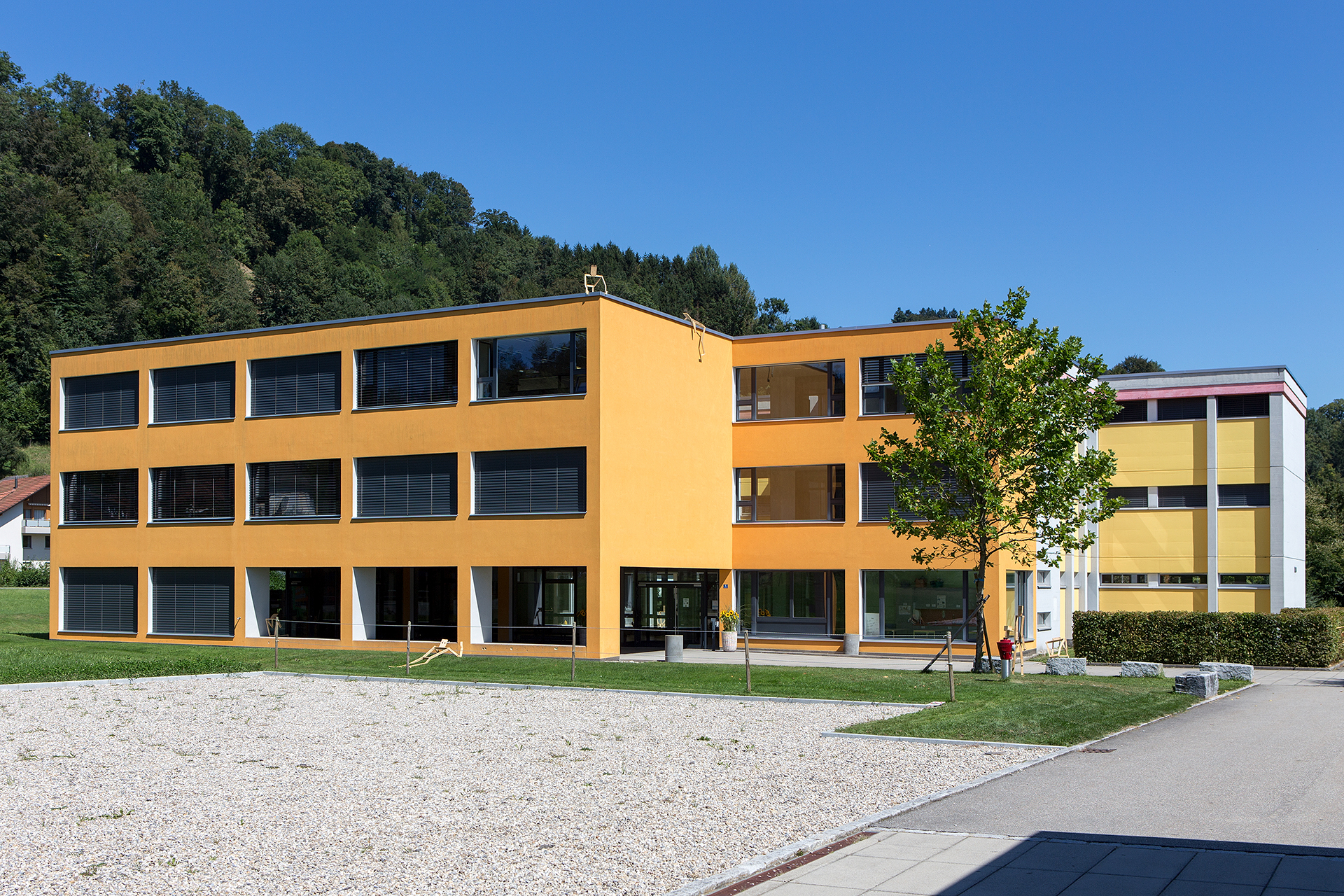
Sekundarschulhaus
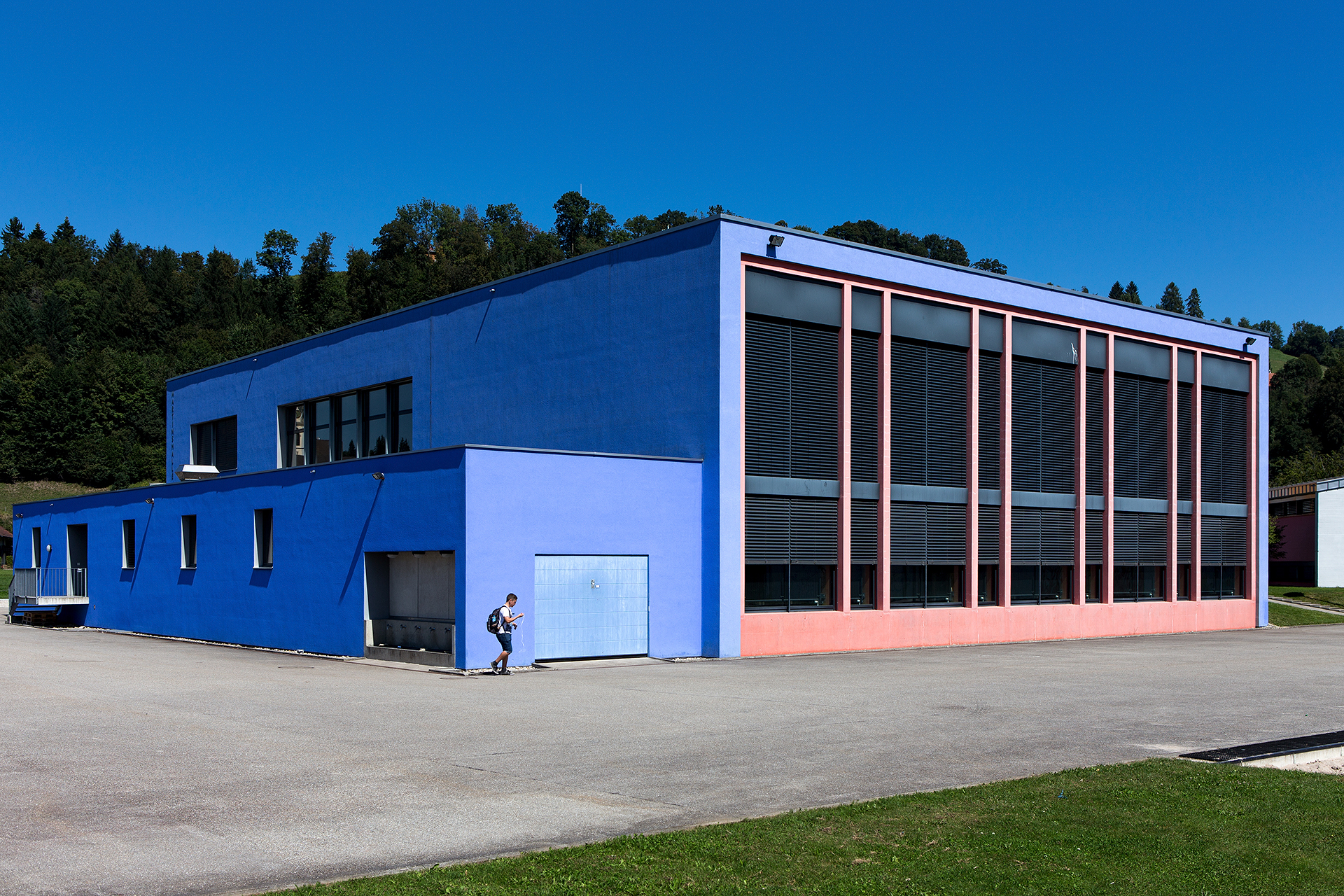
Turnhalle, Sekundarschule